# Ellen De Soete
Ellen De Soete (1966) is een Belgisch activiste en de initiatiefneemster van de 8 mei-coalitie. 

## Biografie
De Soete is begeleider in een kinderdagverblijf in Brugge en vakbondsmilitant voor ACOD.
In 2019 getuigde ze in de documentairereeks Kinderen van het verzet op Canvas.
Haar moeder, Bertha Serreyn, was als jonge vrouw actief in het Verzet tijdens de Tweede Wereldoorlog. Haar oom, Albert Serreyn, werd gefusilleerd te Oostakker bij Gent op 2 juni 1944.
Begin 2022 nam Ellen De Soete het initiatief voor de 8 meicoalitie, 
een samenwerkingsverband van middenveldorganisaties en personen uit de culturele en academische sector die van 8 mei opnieuw een officiële feestdag wil maken om de "overwinning op het fascisme", de overgave van Nazi-Duitsland aan het einde van de Tweede Wereldoorlog, te herdenken. De coalitie organiseert sindsdien jaarlijks aan het Fort van Breendonk een grote bijeenkomst op of rond 8 mei.
De 8meicoalitie heeft 3 doelen :
- om van 8 mei terug een feestdag te maken, niet alleen om te herdenken maar om vooral mensen te verbinden met elkaar ongeacht leeftijd, gender, maatschappelijke achtergrond, geloof of politieke voorkeur
- herinneringseducatie zodat we het verleden kennen en daar lessen kunnen uit trekken naar het heden
- NEEN tegen extreemrechts

## Erkenning
- 2023 : Sociaal bewogen persoon (ACOD Limburg)[3]
- 2024 : NOMINATIE EMANCIPATIEPRIJS VOEM